# Макгрегор (ЮАР)
Макгрегор (McGregor) — маленькая деревня в горах Западно-Капской провинции в Южной Африке (ЮАР). Она находится примерно в 150 километрах от Кейптауна и входит в состав местного муниципалитета Лангеберх (Langeberg, ранее именовался Breede River Winelands) района Кейп Вайнлендс. Согласно переписи населения, проведённой в 2001 году, в данном районе проживало 10254 человек (статистика Южной Африки, 2001).
Деревня появилась в 1861 году и изначально называлась Леди Грей. Её переименовали в 1905 году в честь преподобного Эндрю Макгрегора, который был священником и служителем в Нидерландской реформистской церкви округа Робертсон в течение 40 лет. Деревня стала своего рода центром притяжения альтернативного уклада жизни. В местной вальдорфской школе насчитывается примерно 167 детей. Данный населенный пункт является частью основной сети виноделия в Западно-Капской провинции и расположен на популярном маршруте Бесмансклуф (Boesmanskloof), ведущем на юг в город Грейтон.
Ирригационная система в деревне построена много лет назад. По бордюрам улиц проложены водные каналы, которые доставляют воду от городской дамбы. В течение недели каждому землевладельцу назначается время, когда вода из канала попадает на его участок. Это может длиться всего несколько минут или час, в зависимости от размера собственности. В прошлом возникало много споров из-за сокращения графика подачи воды до одного раза каждые две недели для того, чтобы увеличить запас воды в озере у дамбы.